# Nicolás Bravo 2.ª Sección (La Gloria)
Nicolás Bravo 2.ª Sección (La Gloria) es una ranchería del municipio de Paraíso ubicado en la subregión de la Chontalpa del estado mexicano de Tabasco.

## Geografía
La localidad se ubica a 14.0 kilómetros (en dirección noroeste) de la localidad de Paraíso, la cabecera y lugar más poblado del municipio. Se sitúa en las coordenadas geográficas 18°25′30″N 93°16′47″O / 18.425000, -93.279722, a una elevación de 4 metros sobre el nivel del mar.

## Demografía
Según el Conteo de Población y Vivienda 2020, efectuado por el Instituto Nacional de Estadística y Geografía, la localidad de Nicolás Bravo 2.ª Sección (La Gloria) tiene 570 habitantes, de los cuales 262 son del sexo masculino y 308 del sexo femenino. Su tasa de fecundidad es de 2.36 hijos por mujer y tiene 163 viviendas particulares habitadas.
| Gráfica de evolución demográfica de Nicolás Bravo 2.ª Sección (La Gloria) entre 1980 y 2020 |
|                                                                                             |
| INEGI.                                                                                      |